# 아름다운 번개
〈아름다운 번개〉(美しい稲妻 우츠쿠시이 이나즈마[*])는 SKE48의 12번째 싱글이다.

## 개요
전작 〈초코의 노예〉로부터, 약 6개월 만의 싱글이다.

## 수록곡

### TYPE-A
자켓 사진 (표지):오오야 마사나·니이도이 사야카·마츠이 쥬리나·무카이다 마나츠·야카타 미키
CD
1. 美しい稲妻 / 아름다운 번개
2. JYURI-JYURI BABY - Team S
3. スルー・ザ・ナイト / 스루 더 나이트 - 셀렉션8
4. 美しい稲妻 off vocal
5. JYURI-JYURI BABY off vocal
6. スルー・ザ・ナイト off vocal

DVD
1. 美しい稲妻 Music Video
2. JYURI-JYURI BABY Music Video
3. 특전 영상 I 〈SKE48 팀 대항! 번개! 진심 쿠킹 배틀〉 전편

초회 한정 봉입 특전
- 전국 악수회 이벤트 참가권 (1매)
- SKE48 리퀘스트 아워 2013 (임시 타이틀) 시리얼 넘버 투표권
- 12th 싱글 선발 멤버 생사진 1매 (전 16종류 중 랜덤으로 1종류)

### TYPE-B
자켓 사진 (표지):이시다 안나·오오바 미나·후루카와 아이리·후루하타 나오·마츠이 레나
CD
1. 美しい稲妻 / 아름다운 번개
2. 2人だけのパレード / 둘 뿐인 퍼레이드 - Team KII
3. 青春の水しぶき / 청춘의 물보라 - 보트피아 선발
4. 美しい稲妻 off vocal
5. 2人だけのパレード off vocal
6. 青春の水しぶき off vocal

DVD
1. 美しい稲妻 Music Video
2. 2人だけのパレード Music Video
3. 특전 영상 II 〈SKE48 팀 대항! 번개! 진심 쿠킹 배틀〉 중편

초회 한정 봉입 특전
- 전국 악수회 이벤트 참가권 (1매)
- SKE48 리퀘스트 아워 2013 (임시 타이틀) 시리얼 넘버 투표권
- 12th 싱글 선발 멤버 생사진 1매 (전 16종류 중 랜덤으로 1종류)

### TYPE-C
자켓 사진 (표지):키자키 유리아·스다 아카리·타카야나기 아카네·키노시타 유키코·키모토 카논·스가 나나코
CD
1. 美しい稲妻 / 아름다운 번개
2. シャララなカレンダー / 샤라라한 캘린더 - Team E
3. バンドをやろうよ / 밴드를 하자 - 매지컬 밴드
4. 美しい稲妻 off vocal
5. シャララなカレンダー off vocal
6. バンドをやろうよ off vocal

DVD
1. 美しい稲妻 Music Video
2. シャララなカレンダー Music Video
3. 특전 영상 III 〈SKE48 팀 대항! 번개! 진심 쿠킹 배틀〉 후편

첫회 한정 봉입 특전
- 전국 악수회 이벤트 참가권 (1매)
- SKE48 리퀘스트 아워 2013 (임시 타이틀) 시리얼 넘버 투표권
- 12th 싱글 선발 멤버 생사진 1매 (전 16종류 중 랜덤으로 1종류)

### 극장반
자켓 사진 (표지):〈아름다운 번개〉 선발 멤버 16명
CD
1. 美しい稲妻 / 아름다운 번개
2. 夕立の前 / 소나기 전 - 연구생
3. 12th single medley
4. 美しい稲妻 off vocal
5. 夕立の前 off vocal

특전
- 개별 악수회 참가권 (1매)
- SKE48 리퀘스트 아워 2013 (임시 타이틀) 시리얼 넘버 투표권

## 선발 멤버
소속 팀은 팀 재편(조각) 후 시점

### 아름다운 번개
(센터:마츠이 쥬리나, 마츠이 레나)
- 팀S: 이시다 안나, 오오야 마사나, 키자키 유리아, 니이도이 사야카, 마츠이 쥬리나, 무카이다 마나츠, 야카타 미키
- 팀KII: 오오바 미나, 스다 아카리, 타카야나기 아카네, 후루카와 아이리
- 팀E: 키노시타 유키코, 키모토 카논, 스가 나나코, 후루하타 나오, 마츠이 레나

### JYURI-JYURI BABY
〈Team S〉 명의
(센터:마츠이 쥬리나)
- 팀S: 아비루 리호, 이시다 안나, 이소하라 쿄카, 에고 유나, 오오야 마사나, 키자키 유리아, 고토 리사코, 사이토 마키코, 사토 세이라, 츠즈키 리카, 데구치 아키, 나카니시 유카, 니이도이 사야카, 마츠이 쥬리나, 무카이다 마나츠, 야카타 미키

### 스루 더 나이트
〈셀렉션8〉 명의
(센터:데구치 아키)
- 팀S: 사토 세이라, 데구치 아키
- 팀KII: 타케우치 마이, 후타무라 하루카
- 팀E: 이와나가 츠구미, 카네코 시오리, 키토 모모나, 스가 나나코
전원이 데구치에게 프로듀스된 주간 플레이 보이의 그라비아 기획 《데구치 아키 셀렉션8》의 멤버이다.

### 둘 뿐인 퍼레이드
〈Team KII〉 명의
(센터:타카야나기 아카네)
- 팀KII: 우치야마 미코토, 오오바 미나, 카토 토모코, 카토 루미, 코바야시 아미, 사토 미에코, 시바타 아야, 스다 아카리, 타카기 유마나, 타카야나기 아카네, 타케우치 마이, 후타무라 하루카, 후루카와 아이리, 마츠모토 리나, 야마시타 유카리

### 청춘의 물보라
〈보트피아 선발〉 명의
(센터:마츠이 레나)
- 팀S: 오오야 마사나, 야카타 미키
- 팀KII: 스다 아카리, 타카야나기 아카네, 후루카와 아이리
- 팀E: 마츠이 레나
- 연구생: 마츠무라 카오리
보트피아 나고야의 CM에 출연하고 있는, 20세 이상의 멤버로 결성.

### 샤라라한 캘린더
〈Team E〉 명의
(센터:마츠이 레나, 키모토 카논)
- 팀E: 아즈마 리온, 이구치 시오리, 이치노 나루미, 이와나가 츠구미, 우메모토 마도카, 카네코 시오리, 키토 모모나, 키노시타 유키코, 키모토 카논, 사카이 메이, 스가 나나코, 후루하타 나오, 마츠이 레나, 미즈노 호노카, 미야마에 아미, 야마다 레이카

### 밴드를 하자
〈매지컬 밴드〉 명의
(센터:키타하라 리에)
- 팀S: 키자키 유리아
- 팀KII: 타카야나기 아카네
- 팀E: 키모토 카논
- AKB48 팀K: 키타하라 리에
- 졸업생: 오기소 시오리, 하타 사와코, 야가미 쿠미
닛폰 TV 《SKE48의 매지컬 라디오 3》에 레귤러 출연한 멤버(마츠이 쥬리나·마츠이 레나는 제외)로 결성되었다. 그래서, 2013년 4월 28일로 겸임 해제가 된 키타하라와 동년 5월 6일에 졸업한 오기소·하타·야가미도 악곡에 참가하고 있다.

### 소나기 전
〈연구생〉 명의
(센터:키타가와 료하)
- 연구생: 아오키 시오리, 이다 레오나, 이누즈카 아사나, 오오와키 아리사, 오기노 리사, 오리토 아리사, 카마타 나츠키, 키타가와 료하, 키타노 루카, 키타하라 유나, 쿠마자키 하루카, 고토 마유코, 사사키 유카, 소라 미유카, 타케우치 사키, 노구치 유메, 히다카 유즈키, 마츠무라 카오리, 야노 아즈키, 야마다 쥬나, 야마다 미즈호, 야마모토 유카
6기 연구생은, 이번 작품이 싱글 첫 참가이다.